# Wirtschaft Albaniens
Die Wirtschaft Albaniens (albanisch Ekonomia e Shqipërisë) gehört zu den am wenigsten entwickelten in Europa. Albanien befindet sich seit dem Sturz des Kommunismus 1990/91 in einem Transformationsprozess von der ehemals sozialistischen Planwirtschaft in eine moderne offene Marktwirtschaft. Etwa zwei Fünftel der Erwerbstätigen sind heute im landwirtschaftlichen Sektor beschäftigt, der jedoch nur etwas mehr als ein Fünftel des Bruttoinlandsproduktes (kurz BIP) erwirtschaftet. Das BIP beträgt pro Kopf immer noch nur etwa 40 Prozent des EU-Durchschnitts. Dies verdeutlicht die recht schwierige Lage der Wirtschaft im Land, die sich jedoch seit dem Ende des bürgerkriegsähnlichen Lotterieaufstandes 1997 kontinuierlich verbessert. Von der weltweiten Finanzkrise ab 2007 wurde Albanien zunächst verschont, das BIP-Wachstum war konstant. Doch 2012 und 2013 fiel das Wirtschaftswachstum und die Staatsschulden überschritten die 60-Prozent-Marke.

## Geschichte
Bis zur kommunistischen Machtübernahme nach dem Zweiten Weltkrieg gab es in Albanien, das eine Provinz an den äußeren Grenzen des Osmanischen Reiches war, nur ganz vereinzelt industrielle Betriebe. Die Infrastruktur war sehr bescheiden; es gab kaum Verkehrswege oder Elektrizität. Handwerksbetriebe und Landwirtschaft dominierten das Wirtschaftsleben, wobei die meisten Bauern von Großgrundbesitzern abhängig waren. Während der etwas mehr als 45 Jahre der Sozialistischen Volksrepublik wurde das Land in der Folge stark industrialisiert. Nach wie vor war aber auch die Landwirtschaft sehr wichtig.

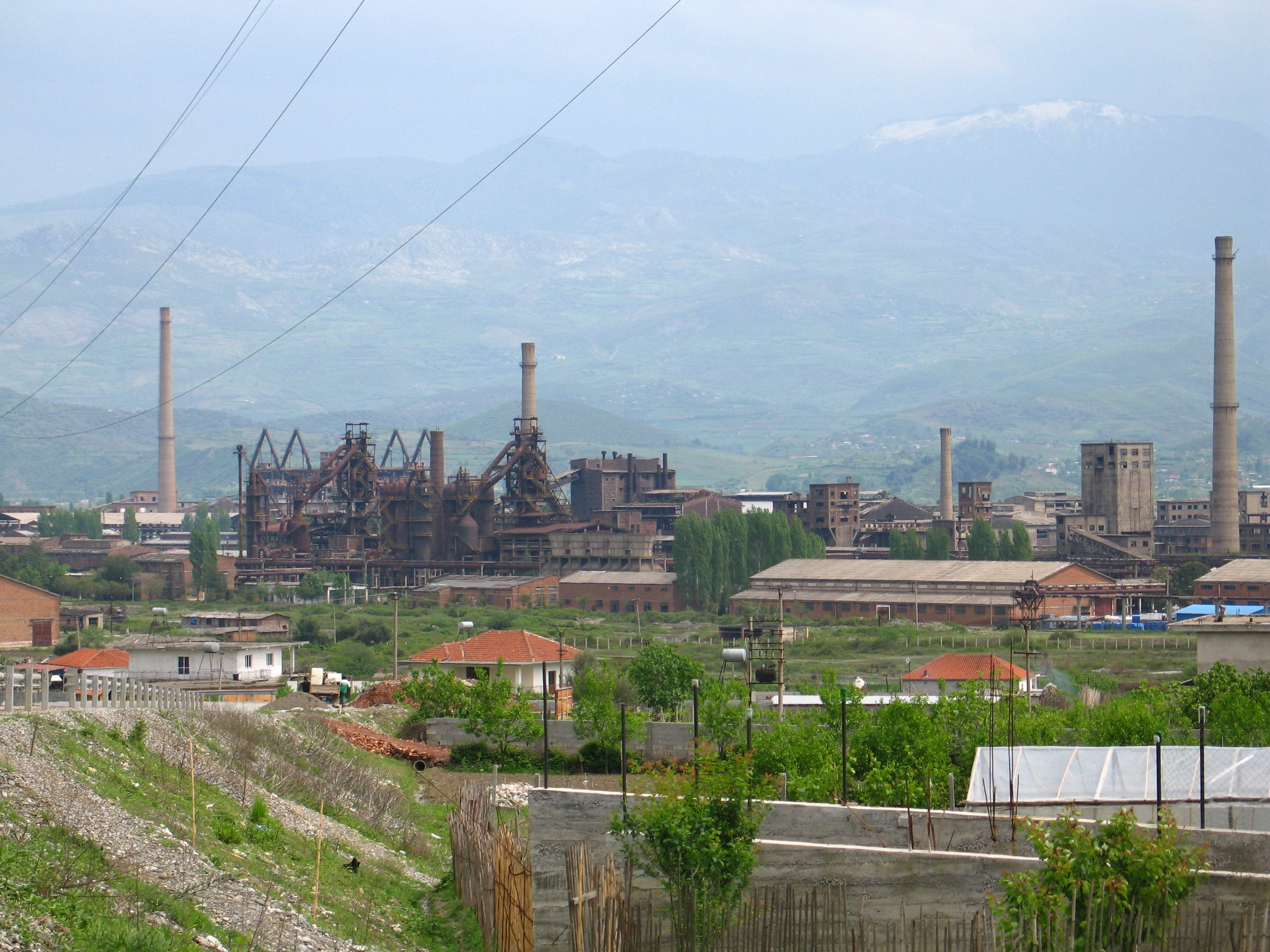
Das Stahlwerk Stahl der Partei bei Elbasan, das in den 1970er Jahren eröffnet wurde, beschäftigte bis zu 12.000 Arbeiter.

Die Karte von 1963 bietet einen Überblick über die wichtigsten wirtschaftlichen Aktivitäten zur damaligen Zeit

Die Partei der Arbeit Albaniens und ihr Generalsekretär Enver Hoxha kamen bei der Neugründung des Landes im November 1944 an die Macht. Die Wirtschaftsentwicklung wurde als Zentralverwaltungswirtschaft aus Tirana für das ganze Land mittels Fünfjahresplänen vorgegeben. In rund 45 Jahren entstanden in Albanien große Schwerindustriebetriebe, zahlreiche Kohle-, Chrom-, Kupfer- und Eisenerzbergwerke, Dutzende von Gewerbehäusern und viele Fabriken. Auch wurden viele Erdölgebiete erschlossen. Die Verkehrswege wurden erweitert; neue Straßen wurden gelegt und die Hekurudha Shqiptare verband nun mehr Städte und auch das Nachbarland Jugoslawien (über Shkodra und Podgorica). Die Eisenbahn wurde vor allem für den Güterverkehr genutzt. Während der Herrschaft Hoxhas entstanden auch die vielen Wasserkraftwerke an den größeren Flüssen im Landesinneren, vor allem mit sowjetischer und chinesischer Hilfe, die für eine bestimmte Zeit die wichtigsten wirtschaftlichen wie auch politischen Partner waren. Wie oben schon erwähnt, wurde die Landwirtschaft nicht vernachlässigt. Das Regime errichtete neue Weinanbaugebiete, großflächige Oliven-, Zitronen- und Orangenbaumplantagen sowie neue Landwirtschaftszonen durch die Trockenlegung von Sumpfgebieten vor allem in den Küstenregionen, wie beispielsweise in der Myzeqe-Ebene bei Lushnja, welche heute die fruchtbarste Ebene des Landes ist. Alles in allem kann man sagen, dass Albanien während des Sozialismus eine Zeit relativer wirtschaftlicher Dynamik erlebte und auf die Städte konzentriert eine Industrialisierungsphase durchmachte.
Der Fall der Diktatur kam in Albanien im osteuropäischen Vergleich relativ spät. Sein Verlauf war auch viel chaotischer, was vor allem die Massenflüchtlingswellen nach Italien und Griechenland in den Jahren 1991/92 zeigten. Die industrielle Produktion, der Bergbau und die genossenschaftlich organisierte Landwirtschaft lagen in kürzester Zeit darnieder. Die ersten Reformen – auch auf wirtschaftlichem Gebiet – kamen erst zu Beginn des Jahres 1992 zustande, als das Bruttoinlandsprodukt schon um mehr als 50 % seit 1989 gesunken war. Die neu gewählte, demokratische Regierung unter dem Studentenführer Sali Berisha (PD) fasste im April 1992 ein ehrgeiziges Reformprogramm ins Auge, um den wirtschaftlichen Niedergang zu verhindern und den Weg zur freien Marktwirtschaft zu ebnen. Die Kernpunkte dieses Programms waren die Liberalisierung des Preissystems, die Haushaltskonsolidierung, der Rückhalt der Währung und eine strenge Einkommenspolitik. Dazu gehörten weitere strukturelle Reformen, einschließlich der Unternehmensprivatisierung, der Reform des Finanzsektors und der Schaffung eines rechtlichen Rahmens für Marktwirtschaft und privatwirtschaftliche Aktivitäten. Zuerst wurden Landwirtschaft, staatliche Wohnungen und Kleinindustrie privatisiert. Dazu ergänzten sich Transportwesen, Dienstleistungen und kleine sowie mittelgroße Unternehmen. 1995 wurde mit der Privatisierung großer staatlicher Unternehmen begonnen. Die Wirtschaft Albaniens erholte sich so in den folgenden Jahren allmählich und erreichte die Stabilität, die sie noch 1989 hatte. Die verzögerte Erholung gründet vor allem auf die blutigen Unruhen im Land 1997, als riesige Pyramidensysteme zusammenbrachen, die Bevölkerung ihr ganzes Kapital verlor und anschließend die Inflation auf gefährliche 32,1 % stieg.
Lange war Albanien stark von Überweisungen von ausgewanderten Albanern abhängig. Die Zahlungen von Auslandsalbanern in die Heimat gingen aber deutlich zurück, von fast 25 % des BIP in Hochzeiten auf 6 % im Jahr 2015.
Zu den wichtigsten Privatisierungen zählten bis heute diejenige der Sparkassenbank (alb. Banka e Kursimeve) im Jahr 2004 (für 126 Mio. US-Dollar an die österreichische Raiffeisen Bank), der ALBtelecom im Jahr 2007, der Albanian Airlines im Jahr 1997 und der ARMO Ölraffinerie im Jahr 2008 (für 128,7 Mio. Euro an ein US-amerikanisch-schweizerisches Konsortium).

## Aktuelle Entwicklungen

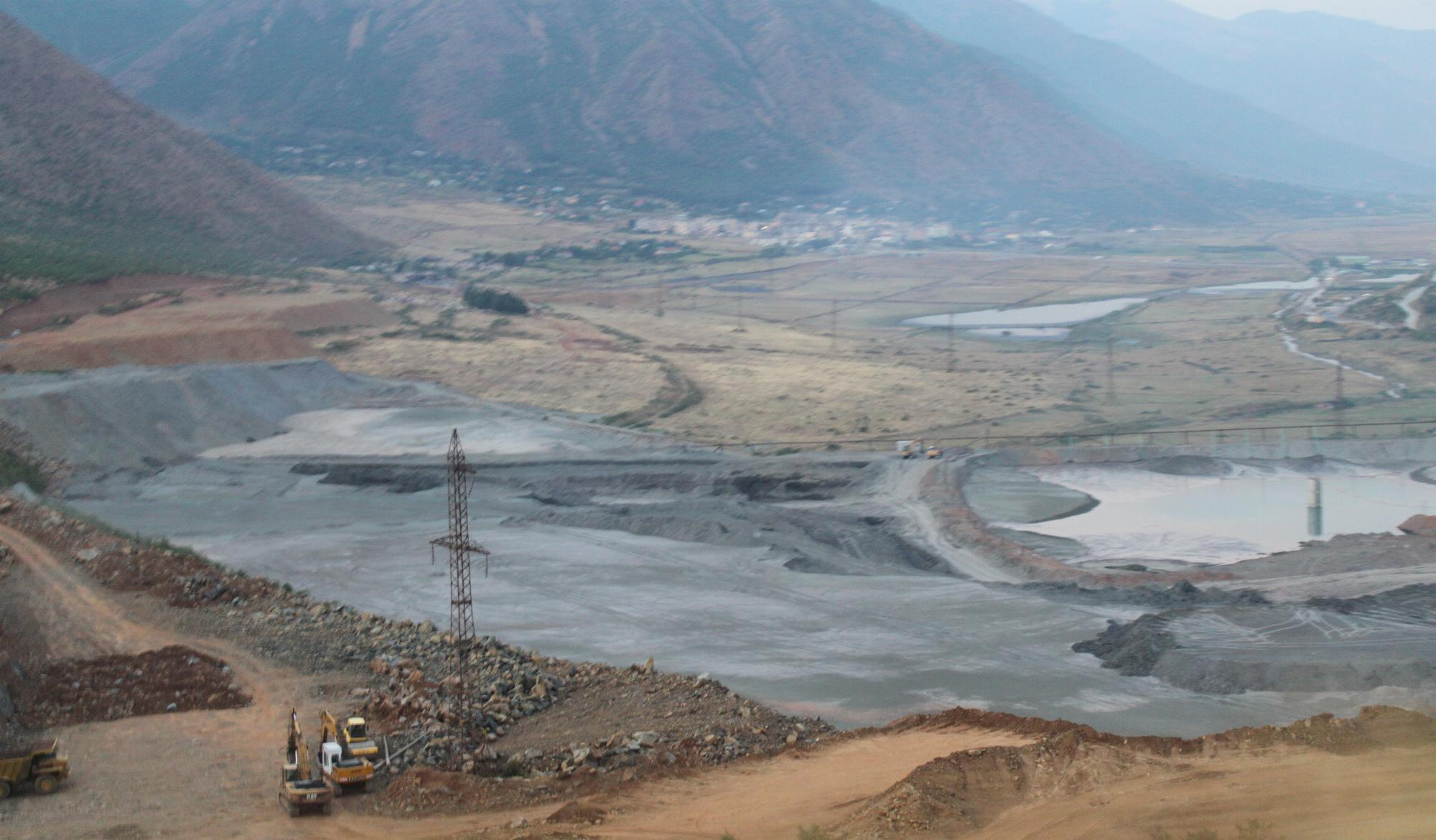
Absetzbecken des Chrombergbaus in Bulqiza

Zwischen 2000 und 2010 wuchs die albanische Wirtschaft stark. Nach der Krise von 2009, in der Albanien immerhin noch ein Wachstum von 3 % erzielte, wurden radikale Schritte in Richtung einer weiteren Deregulierung der Wirtschaft betrieben. Eine neoliberale Wirtschafts- und Steuerpolitik sollte Investitionen und Unternehmensgründungen erleichtern, jedoch profitierten hiervon in erster Linie ausländische Investoren und junge, im Ausland ausgebildete Eliten. Die Weltbank hat das Land zum „Top-Reformer“ 2008 gekürt. Im internationalen Ranking 2009 von Transparency International ist Albanien von einem hinteren Platz auf Position 95 vorgerückt und konnte sich im Ranking 2010 um weitere Plätze auf Position 87 von 180 Staaten vorarbeiten.
Ein großer Teil der Investitionen floss in private Bauaktivitäten. Demgegenüber wurde in der Landwirtschaft kaum investiert. Der Weltwährungsfonds warnte die albanische Regierung wegen der seit 2010 stark angestiegenen Staatsschulden des Landes, die schon fast 60 % des BIP umfassen. 2012 betrugen sie etwa das Vierfache des Betrages von 2005, nämlich fast 6 Milliarden US-Dollar. Im Dezember 2011 hatte die Chefin der Weltbank in Albanien, Kseniya Lvovsky, die albanische Regierung auf die hohen Staatsschulden hingewiesen, die so schnell wie möglich gesenkt werden müssten. Sie schlug vor, die Investitionen in den Straßenbau zu mäßigen und das System der Steuereinnahmen zu verbessern. Für das Gesundheits- und Bildungssystem meinte sie, dass dort die Investitionen auf dem gleichen Niveau wie bisher bleiben sollten, da Albanien in diesen Bereichen nicht sparen dürfe.
Die 2008 eingeführte Steuer-Flatrate von einheitlich 10 Prozent für Einkommen und Firmengewinne hat die in sie gesetzten Erwartungen nicht erfüllt, auch wenn etliche Betriebe dadurch aus der Schattenwirtschaft geholt werden konnten, deren Umfang vom Internationalen Währungsfonds auf 60 Prozent der Gesamtwirtschaft geschätzt wird.
Während Investoren einerseits den Standort wegen der geringen Arbeitskosten und der neoliberalen Politik der Regierung grundsätzlich positiv betrachten, klagen sie zugleich über die geringe Effizienz der öffentlichen Verwaltung, der Steuerbehörden und der Infrastruktur, insbesondere der Elektrizitätsversorgung. Besonders aber in den Bereichen Bekämpfung von Korruption und Kriminalität sowie Rechtssicherheit wird von der albanischen Regierung Handeln gefordert. Alle von der Deutschen Industrie- und Handelsvereinigung in Albanien 2011/12 befragten Unternehmen geben an, dass sie unzufrieden mit der Rechtssicherheit im Land seien. 39 % der Unternehmer geben an, dass sie sehr unzufrieden mit der Qualität des Berufsbildungssystems und der Verfügbarkeit von Fachkräften seien. Was der Abwanderung ins Ausland geschuldet ist.
Auf Grund des Erdbebens im November 2019 und der COVID-19-Pandemie schrumpfte die albanische Wirtschaft 2020 um 4 %. Im ersten Halbjahr 2021 war ein Wachstum von 6,9 % zu verzeichnen, bedingt vor allem durch wachsende Exporte und stärkeren Konsum. Der Tourismus hat aktuell das Vorkrisenniveau sogar deutlich überstiegen. Und anhand von Analysen und den Entwicklungen der letzten Jahre ist dieser Wachstum fortsetzend.
Gewerkschaften haben keinen großen Einfluss auf Politik oder als Arbeitnehmervertreter. Sie vertreten rund 20 % der Angestellten, insbesondere im öffentlichen Bereich.

## Kennzahlen

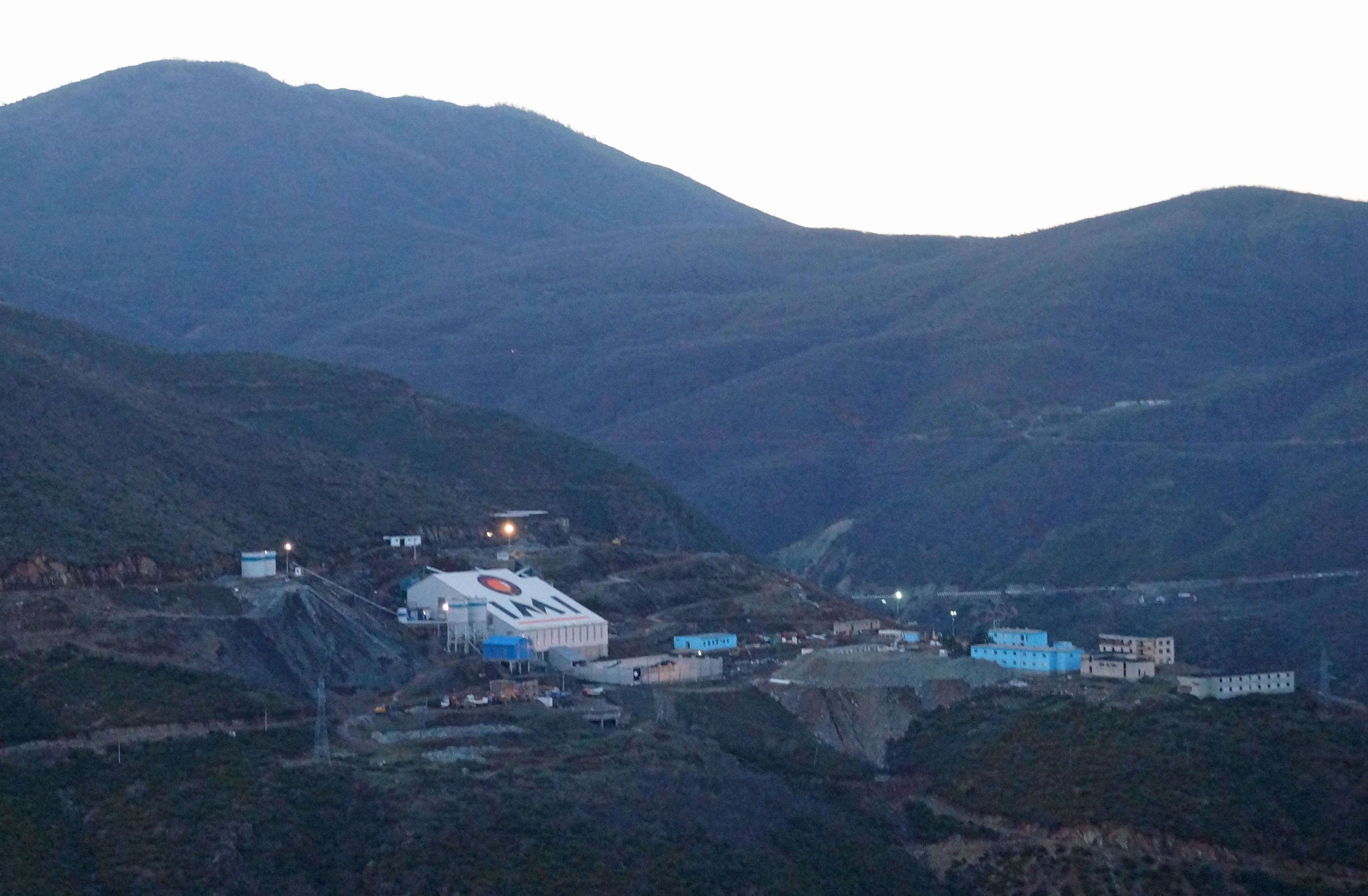
Mine von Kalimash bei Kukës

Verschiedene makroökonomische Indikatoren der albanischen Wirtschaft von 1990 bis 2018. Alle BIP-Werte sind in US-Dollar angegeben.
| Jahr | BIP (in Mrd. US-$) | BIP pro Kopf (in US-$) | BIP Wachstum (real) | Inflationsrate (in Prozent) | Arbeitslosenquote (in Prozent) | Staatsverschuldung (in % des BIP) |
| ---- | ------------------ | ---------------------- | ------------------- | --------------------------- | ------------------------------ | --------------------------------- |
| 1990 | 2,22               | 672                    | −10,0 %             | −0,2 %                      | 8,5 %                          | k. A.                             |
| 1991 | ▼1,33              | ▼410                   | ▼-28,0 %            | 35,7 %                      | ▲8,9 %                         | k. A.                             |
| 1992 | ▼0,84              | ▼262                   | ▼-7,2 %             | 226,0 %                     | ▲26,5 %                        | k. A.                             |
| 1993 | ▲1,46              | ▲456                   | ▲9,6 %              | 85,0 %                      | ▼22,3 %                        | k. A.                             |
| 1994 | ▲2,36              | ▲753                   | ▲9,4 %              | 22,6 %                      | ▼18,4 %                        | k. A.                             |
| 1995 | ▲2,88              | ▲917                   | ▲8,9 %              | 7,8 %                       | ▼12,9 %                        | k. A.                             |
| 1996 | ▲3,2               | ▲1010                  | ▲9,1 %              | 12,7 %                      | ▼12,3 %                        | k. A.                             |
| 1997 | ▼2,2               | ▼717                   | ▼-10,9 %            | 33,2 %                      | ▲14,9 %                        | 72,2 %                            |
| 1998 | ▲2,6               | ▲818                   | ▲8,8 %              | 20,7 %                      | ▲17,7 %                        | ▼71,2 %                           |
| 1999 | ▲3,2               | ▲1032                  | ▲12,9 %             | 0,4 %                       | ▲18,4 %                        | ▼68,2 %                           |
| 2000 | ▲3,5               | ▲1128                  | ▲7,0 %              | 0,04 %                      | ▼16,8 %                        | ▼63,8 %                           |
| 2001 | ▲3,9               | ▲1284                  | ▲8,3 %              | 3,1 %                       | ▼16,4 %                        | ▼60,6 %                           |
| 2002 | ▲4,4               | ▲1425                  | ▲4,5 %              | 5,2 %                       | ▼15,8 %                        | ▲64,1 %                           |
| 2003 | ▲5,6               | ▲1846                  | ▲5,5 %              | 2,4 %                       | ▼15,0 %                        | ▼60,0 %                           |
| 2004 | ▲7,2               | ▲2374                  | ▲5,5 %              | 2,9 %                       | ▼14,4 %                        | ▼57,5 %                           |
| 2005 | ▲8,1               | ▲2674                  | ▲5,5 %              | 2,4 %                       | ▼14,1 %                        | ▲58,2 %                           |
| 2006 | ▲8,9               | ▲2976                  | ▲5,9 %              | 2,4 %                       | ▼13,8 %                        | ▲56,7 %                           |
| 2007 | ▲10,7              | ▲3594                  | ▲6,0 %              | 3,0 %                       | ▼13,4 %                        | ▲53,6 %                           |
| 2008 | ▲12,9              | ▲4377                  | ▲7,5 %              | 3,3 %                       | ▼13,1 %                        | ▲55,1 %                           |
| 2009 | ▼12,1              | ▲4131                  | ▲3,4 %              | 2,2 %                       | ▼13,8 %                        | ▲59,7 %                           |
| 2010 | ▼11,9              | ▼4098                  | ▲3,7 %              | 3,6 %                       | ▲14,0 %                        | ▼57,7 %                           |
| 2011 | ▲12,9              | ▲4439                  | ▲2,6 %              | 3,4 %                       | ▬14,0 %                        | ▲59,4 %                           |
| 2012 | ▼12,3              | ▼4249                  | ▲1,4 %              | 2,0 %                       | ▼13,4 %                        | ▲62,1 %                           |
| 2013 | ▲12,8              | ▲4416                  | ▲1,0 %              | 1,9 %                       | ▲16,0 %                        | ▲70,4 %                           |
| 2014 | ▲13,3              | ▲4585                  | ▲1,8 %              | 1,6 %                       | ▲17,5 %                        | ▲72,0 %                           |
| 2015 | ▲11,4              | ▲3936                  | ▲2,2 %              | 1,9 %                       | ▼17,1 %                        | ▲74,0 %                           |
| 2016 | ▲11,8              | ▲4125                  | ▲3,4 %              | 1,2 %                       | ▼15,2 %                        | ▼73,3 %                           |
| 2017 | ▲13,2              | ▲4583                  | ▲3,9 %              | 2,0 %                       | ▼13,9 %                        | ▼71,3 %                           |
| 2018 | ▲15,3              | ▲5319                  | ▲3,7 %              | 2,4 %                       | ▼13,7 %                        | ▲71,4 %                           |

|  |

| Sektor                                | Angestellte | in Prozent |
| ------------------------------------- | ----------- | ---------- |
| Bergbau                               | 11.169      | 03         |
| Industrie                             | 73.386      | 20         |
| Elektrizität, Gas, Wasser, Entsorgung | 18.708      | 05         |
| Bau                                   | 34.745      | 09         |
| Handel                                | 91.943      | 25         |
| Gastgewerbe                           | 36.098      | 10         |
| Transport, Information, Kommunikation | 30.653      | 08         |
| Andere Dienstleistungen               | 74.148      | 20         |

## Struktur

### Landwirtschaft und Fischerei

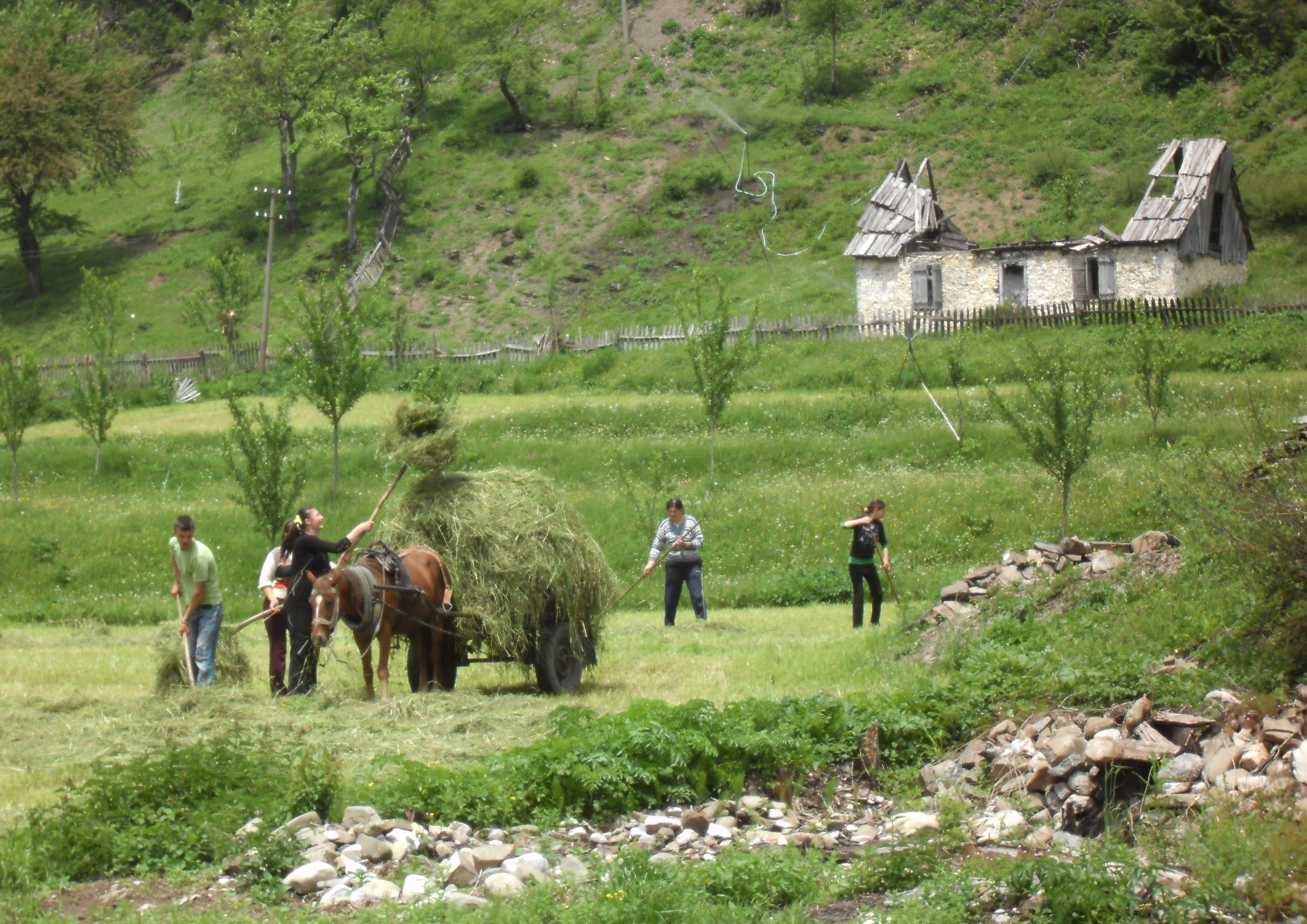
Nicht nur wie hier in Vermosh in den Albanischen Alpen, sondern überall im Land ist die Landwirtschaft meist noch wenig mechanisiert.

Knapp die Hälfte der Erwerbstätigen in Albanien ist im Agrarsektor beschäftigt. Dieser erwirtschaftet etwa 19 % des BIP. Allerdings wird mehrheitlich nur Subsistenzwirtschaft auf sehr kleinen Familienbetrieben betrieben. Gerade in den ländlichen Gebieten, wo rund die Hälfte der Bevölkerung lebt, ist die Landwirtschaft noch immer mit Abstand der bedeutendste Wirtschaftszweig.
Die wichtigsten Produkte der albanischen Landwirtschaft sind Weizen, Mais, Kartoffeln, Gemüse, Früchte, Zuckerrüben, Trauben (siehe hierzu Weinbau in Albanien), Fleisch, Milchprodukte und Tabak. Teile der Gemüse-, Früchte- und Tabakernten werden ins Ausland exportiert; wichtigste Exportprodukte sind aber Dosenfisch, Leder und Kräuter. Albanien gilt weltweit als größter Exporteur von Salbei, daneben ist das Land einer der wichtigsten Exporteure weiterer Heilpflanzen wie Rosmarin oder Gelber Enzian. Die Kräuter werden meist wild gesammelt. 2016 wurde die jährliche Produktion von Olivenöl mit 10 Tonnen angegeben, das von rund 240 Fabriken gepresst werde; die Anbaufläche betrage rund 60.000 Hektar.
6955 Quadratkilometer der Landesfläche sind landwirtschaftlich nutzbar. Die Produktivität in der Landwirtschaft ist auch heute noch sehr gering, der Wirtschaftssektor unterentwickelt. Hauptprobleme sind der Mangel an Kapital für Investitionen in Maschinen und Anlagen sowie in die Erhaltung beziehungsweise Wiederherstellung der Bodenfruchtbarkeit, unzureichende Bewässerungssysteme, veraltete Produktionsmethoden (Know-how) und der fehlende Zugang zu Märkten. Die meisten Bauern sind nicht nur Hersteller ihrer Produkte, sondern kümmern sich auch um Logistik, Vermarktung und den zeitaufwändigen Verkauf. Die starke Zerstückelung der Anbauflächen und verbreitete Vorbehalte gegenüber dem Genossenschaftswesen stellen weitere strukturelle Probleme dar, welche die Entwicklung der albanischen Landwirtschaft noch für längere Zeit hemmen werden.
Nachdem unter der Regierung von Berisha anfangs staatliche Investitionen vor allem in die Infrastruktur, im Speziellen ins Straßennetz und in Meereshäfen, geflossen sind, plante Ministerpräsident Sali Berisha im Jahr 2011, jeden in Albanien gepflanzten Walnuss-, Mandel-, Haselnuss-, Kastanien- und Granatapfelbaum zu subventionieren und das Land hierdurch zu einem Exportland in diesem Bereich zu machen; dieses Projekt wurde schlussendlich jedoch nicht umgesetzt, da es 2013 zu einem Regierungswechsel gekommen ist. Der neue Ministerpräsident Edi Rama erklärte, dass die Entwicklung der Landwirtschaft und der Viehzucht höhere Priorität haben werde. Es ist hierzu ein Plan erarbeitet worden, der vorsieht, die Landwirtschaft zu „regionalisieren“: Bestimmte Produkte sollen schwerpunktmäßig in bestimmten Regionen angebaut werden. Der Süden Albaniens am Meer soll beispielsweise vermehrt Zitrusfrüchte anbauen, während in den bergigen Landesteilen eher Viehzucht dominieren soll. Eine von der Regierung erstellte Karte der landwirtschaftlichen Produkte gibt albanischen Bauern eine Empfehlung, welche Produkte in ihrer Umgebung am besten zum Anbauen geeignet sind – basierend auf den jeweiligen lokalen Bedingungen und dem Klima. Des Weiteren kündigte Landwirtschaftsminister Edmond Panariti die Einführung eines neuen Gütesiegels für albanische Erzeugnisse an. Verbraucher werden demnächst die Möglichkeit haben, in Supermärkten Nahrungsmittel zu erwerben, die aus rein albanischer Produktion stammen.
Die Fischerei konnte einen Zuwachs beim Fang verzeichnen, hat jedoch weiterhin mit strukturellen Problemen zu kämpfen. Zwischen 2006 und 2009 wuchsen die Fänge von 4.546 auf 4.877 Tonnen. Knapp die Hälfte davon war Meeresfang. Dosenfisch zählt zu den wichtigsten Exportgütern des Landes. Im Jahr 2009 konnte zudem ein Wachstum bei der Muschelzüchtung verzeichnet werden, nachdem zwischen 2006 und 2008 die Tonnage um ein Drittel gesunken war. Sie wuchs von 950 auf 1.500 Tonnen Muscheln. Mit den Fangzahlen wuchs auch die Fischereiflotte zwischen 2006 und 2009 um 21 Schiffe auf 280. Sie gehört jedoch weiterhin zu den kleinsten der Region.

### Rohstoffe und Bergbau

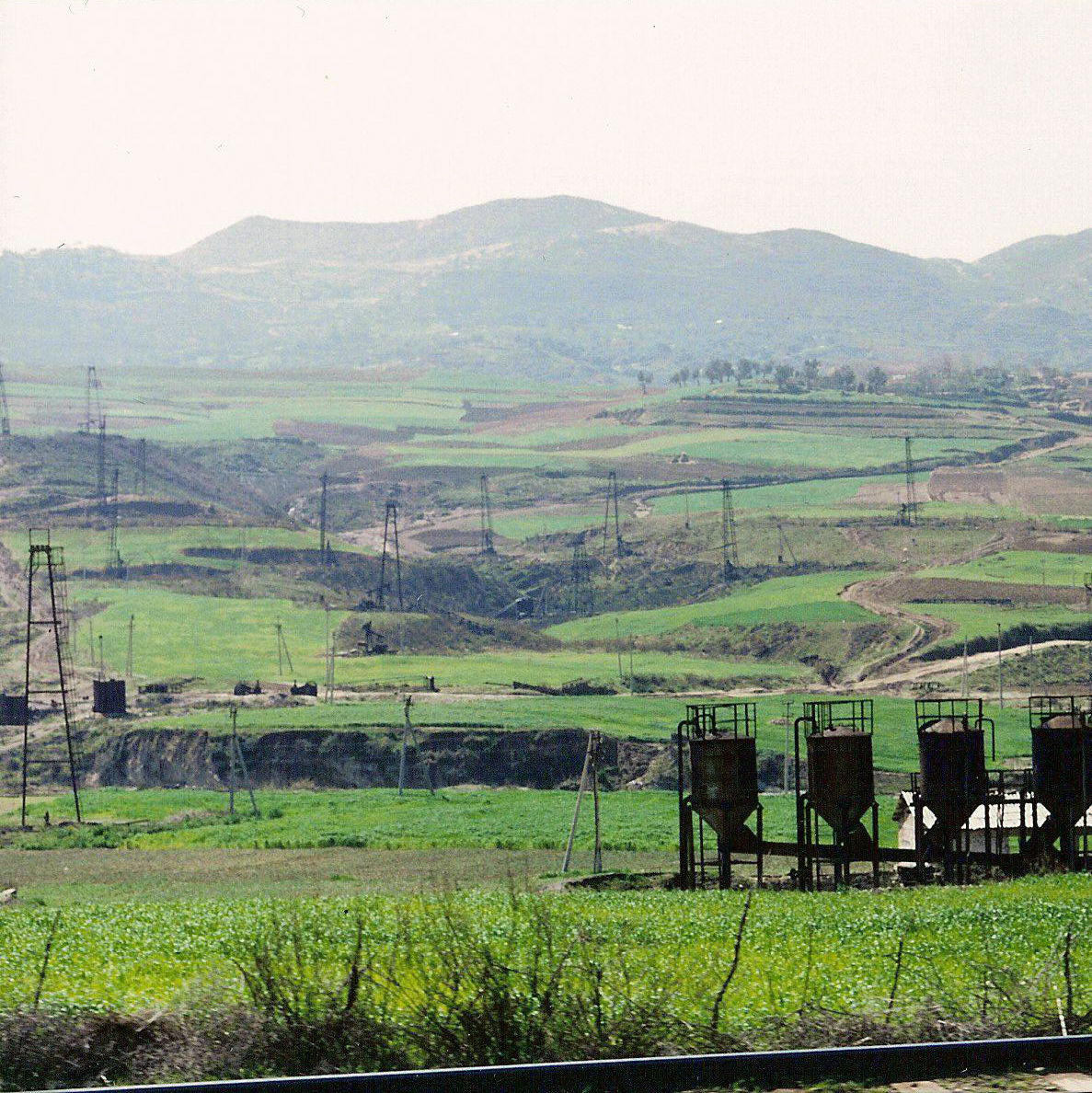
Ölförderung bei Ballsh (1995)

Albanien war vor den 1990er Jahren ein wichtiger Chromproduzent, heute aber auf dem globalen Markt nur noch von geringer Bedeutung. Die Reserven werden vom Wirtschaftsministerium (alb. Ministria e Ekonomisë) auf 37,3 Mio. Tonnen angegeben. 2007 wurden im Land rund 325.000 Tonnen dieses Rohstoffes gefördert. Die größte Chrommine befindet sich in der zentralalbanischen Stadt Bulqiza; die größte Chromithütte steht in Elbasan. Zu den am meisten geförderten Bodenschätzen zählen Kupfer (100.000 Tonnen Förderung 2007), Ferronickel (370.000 Tonnen), Kohle (4000 Tonnen), marmorierte Kalksteinblöcke (20.000 m³), Lehm (800.000 Tonnen) und Gips (40.000 Tonnen). Zudem existieren große Vorkommen an Basalt, die jedoch kaum abgebaut werden. In den letzten Jahren wurden ausländische Investoren auf die vorhandenen Goldvorkommen aufmerksam. 2013 erwarb beispielsweise ein kanadisches Unternehmen eine Explorationslizenz in der Region Kaçinar im Kreis Mirdita.

### Industrie
Zu den wichtigsten Industrieprodukten gehören Bekleidung und Schuhe (exportierte Waren im Wert von 365 Mio. Euro im Jahr 2009), Maschinen und Ausrüstung (37 Mio. Euro), Holz- und Papierverarbeitung (26 Mio. Euro), chemische Erzeugnisse (12 Mio. Euro) sowie Leder und Lederprodukte (12 Mio. Euro).
Im Zuge der globalen Wirtschaftskrise seit 2007 leidet vor allem der industrielle Sektor der Wirtschaft Albaniens. Im Speziellen hat die Textilindustrie während der letzten Jahre tiefe Verluste verzeichnen müssen, da sie ihre Haupthandelspartner in den benachbarten Ländern Griechenland und Italien hat, wo die Wirtschaft mit großen Problemen zu kämpfen hat. So schlossen seit Beginn der Krise etwa 130 Unternehmen aus diesem Bereich vorübergehend ihre Türen, während rund 10.000 Angestellte kurzarbeiten müssen. Der Exporthandel von Textilien ist zwischen 2008 und 2012 um 28 % gefallen. Aus diesem Grund sind albanische Textilproduktionsunternehmen auf der Suche nach anderen Handelspartnern in von der Krise weniger betroffenen Ländern, wie in Deutschland, Frankreich, der Schweiz und den Niederlanden.

### Energie

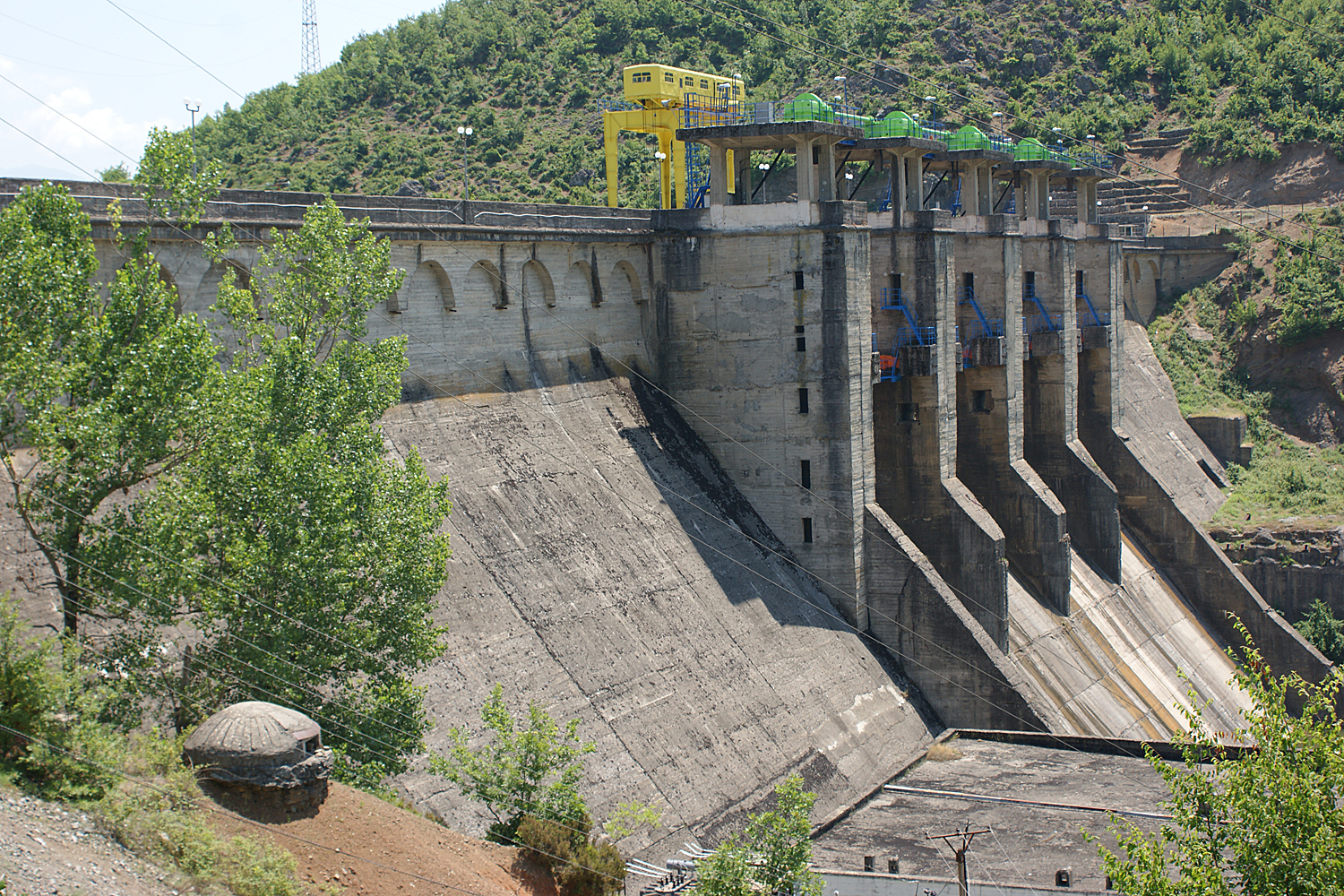
Staudamm in Ulza am Mat aus den 1950er Jahren

Albanien hatte lange Jahre mit Problemen im Bereich der Elektrizitätsversorgung zu kämpfen: In abgelegenen Bergregionen blieben Haushalte oft mehrere Tage ohne Strom, aber auch in den Städten waren Stromausfälle nicht selten. Die Regierung nahm deshalb einige Projekte in Angriff, um dem Land eine stabile Stromversorgung zu ermöglichen. Zu den wohl irrealsten Plänen gehörte auch der Bau eines Kernkraftwerkes in der Hafenstadt Durrës. Dieses wird wohl nie wirklich erbaut werden, drückt aber die Bereitschaft der albanischen Behörden aus, dem Problem im Land entgegenzuwirken. 97,1 % der produzierten Elektrizität kamen im Jahr 2001 aus Wasserkraftwerken, die restlichen 2,9 % aus fossilen Energieträgern. Daraus ergibt sich eine große Abhängigkeit von der Niederschlagssituation mit entsprechend schwankenden Werten. Lag der Elektrizitätsverbrauch im Jahr 2001 noch bei 5,511 Mia. Kilowattstunden, wurden 2013 bereits 9,31 Mia. Kilowattstunden angegeben. Dem standen albanische Eigenproduktionen von 6,99 Mia. Kilowattstunden gegenüber. Jedoch geht der Großteil dieser Produktion wegen alten Stromleitungen und anderen Gründen verloren. So mussten im gleichen Jahr 2,32 Mia. Kilowattstunden importiert werden. 16,4 % der elektrischen Energie wird mittlerweile von privaten Betreibern generiert. Grundlage hierfür sind die seit 2006 in Kraft getretenen Gesetze zur Vergabe von Konzessionen an private Unternehmen.
Die heute größten Wasserkraftwerke befinden sich am nordalbanischen Fluss Drin. Die drei Staudämme dieses Flusses – Ashta, Vau-Deja, Koman und Fierza (Reihenfolge flussaufwärts) – haben eine Gesamtleistung von rund 1400 Megawatt. Am Mat sind seit den 1950er Jahren noch zwei weitere Wasserkraftwerke in Betrieb. Alle bestehenden Kraftwerke wurden in den letzten Jahren durch schweizerische und österreichische Hilfe saniert und ausgebaut. Mit weiteren Projekten konnten die Stromengpässe in Albanien beseitigt werden. So baute zum Beispiel die norwegischen Statkraft am südalbanischen Fluss Devoll zwei neue Werke mit einer Gesamtleistung von bis zu 280 Megawatt; das Projekt hat über eine halbe Milliarde Euro gekostet und liefert jährlich 729 Gigawattstunden Strom.
Windparks gibt es in Albanien keine, jedoch plante ein italienisches Unternehmen die Errichtung von Energieparks in Lezha sowie auf der Halbinsel Karaburun; ersterer sollte ein Biodieselkraftwerk mit 140 Megawatt sowie zwei Windparks mit einer Gesamtleistung von 230 MW beinhalten, letzterer durch Windenergie eine Nennleistung von 500 MW. Auch der größte italienische Stromversorger Enel wollte seinen Fuß in Albanien setzen, um den Bau eines Kohlekraftwerks in Porto Romano (nördlich von Durrës) zu ermöglichen. Die Kosten der genannten Projekte werden sich auf über 3,4 Milliarden Euro belaufen.
Die Erdölreserven Albaniens wurden im Jahr 2013 auf rund 170 Mio. Barrel angegeben. Ausgefördert wurden 17.000 Barrel/Tag (Stand 2013). Der Verbrauch lag bei 28.000 Barrel/Tag, 60 % des Bedarfs kann aus inländischer Förderung gedeckt werden. Bei den Erdgasreserven wurde für das Jahr 2008 eine Zahl von 849,5 Millionen Kubikmeter angegeben. Verbrauch und Produktion lagen hier 2006 auf gleichem Niveau (30 Mio. Kubikmeter). Die bekanntesten Erdölfelder liegen in Ballsh und Patos. Auch im Ionischen Meer vor der Albanischen Riviera werden Erdölvorkommen vermutet.
Die Trasse für die geplante Trans-Adria-Pipeline (TAP), die kaspisches Erdgas über Italien nach Westeuropa führen soll, verläuft durch Albanien. Albanien wird somit Transitgebühren einnehmen und an das internationale Netz von Gaspipelines angeschlossen. Außerdem dürften Arbeitsstellen entstehen und die Industrie könnte durch die Versorgung mit Erdgas profitieren.

### Dienstleistungen

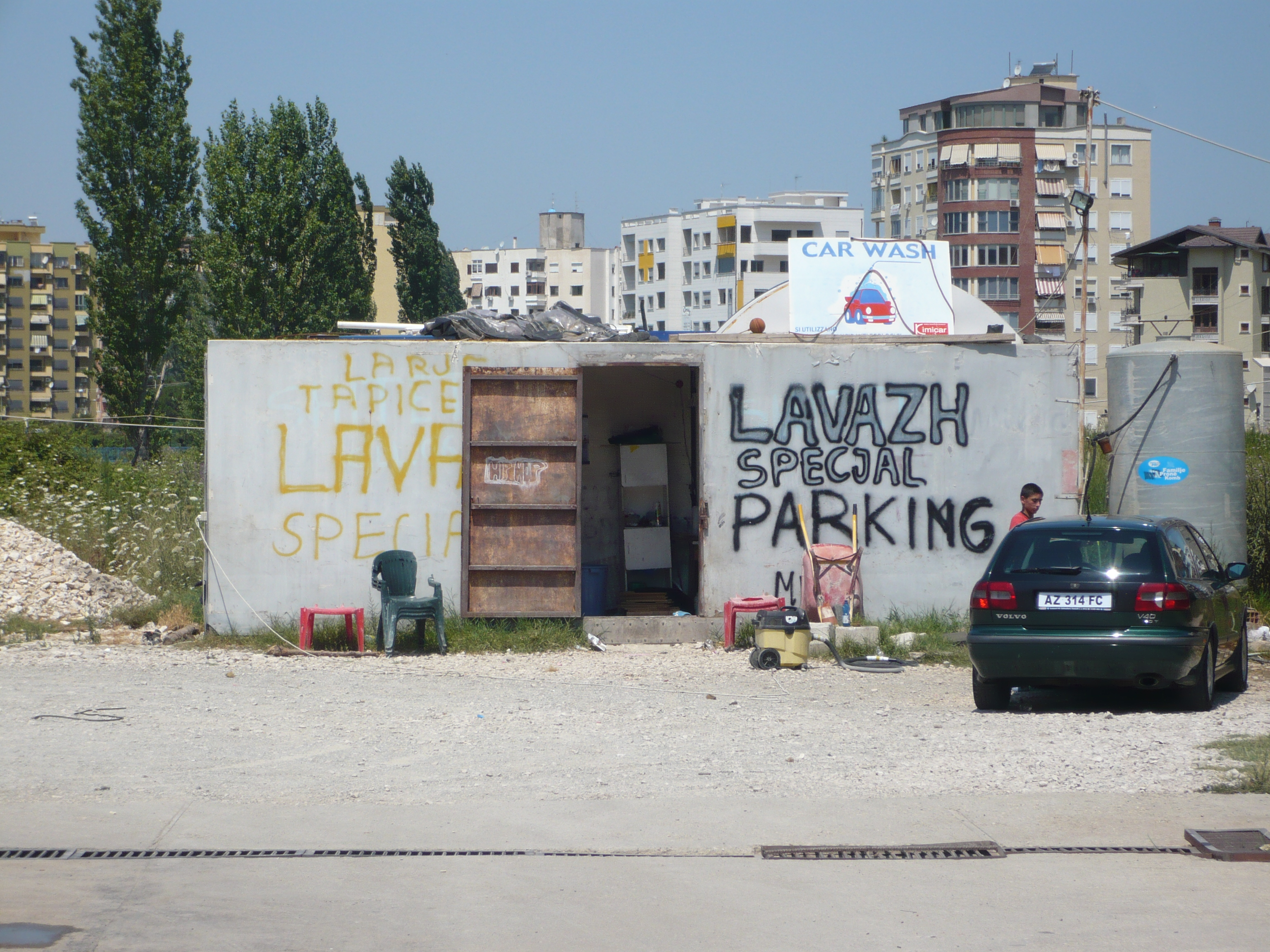
Autowasch-Service bei Tirana

Der Dienstleistungssektor stellt – am BIP gemessen – den größten Wirtschaftszweig in Albanien dar. 2010 erwirtschaftete er 57,6 % vom Bruttoinlandsprodukt. Rund 310.000 Personen sind in diesem Sektor erwerbstätig. Ihm gehören folgende Wirtschaftszweige an: Handel, Verkehr/Logistik, Tourismus/Hotel- und Gaststättengewerbe, Nachrichtenübermittlung, Kreditinstitute, Versicherungen, Immobilien sowie andere dienstleistende Unternehmen.
Von 16 Banken im Land sind 14 in ausländischer Hand. Zu den größten Banken im Land zählen die Raiffeisen Bank Albania (Nettoertrag rund 10 Milliarden Lek im Jahr 2008, etwa 72 Millionen Euro), die Banka Kombëtare Tregtare (Bruttoertrag 14,56 Millionen US-Dollar im Jahr 2009), die Banka Credins (Bruttoertrag 31,45 Milliarden Lek im Jahr 2009, rund 228 Millionen Euro), die Intesa Sanpaolo Bank Albania (Bruttoertrag 1,78 Milliarden Lek im Jahr 2009, rund 13 Millionen Euro) und die Währungspolitik bestimmende Zentralbank Albaniens. Für viele Klein- und Landwirtschaftsbetriebe sind Mikrofinanzinstitute wichtig, von denen es fünf große und zahlreiche Kleine gibt. Auch einige Banken vergeben Mikrokredite.
Zu den landesweit größten Telekommunikationsunternehmen gehören die One Telecommunications (bis in das Jahr 2020 Telekom Albania, eine ehemalige Tochter der Deutschen Telekom, davor Albanian Mobile Communications), ALBtelecom, deren Tochter Eagle Mobile, Vodafone Albania und plus. Das Postunternehmen Posta Shqiptare, das ebenfalls gewisse Finanzdienstleistungen erbringt, gehört noch dem Staat.
Der Sektor Handel, Hotels und Restaurants erwirtschaftete 2009 rund einen Fünftel des Bruttoinlandsprodukts. In zahlreichen Gebieten ist besonders der Tourismus von Bedeutung. Das Land verfügte im Jahr 2009 laut einem Bericht von Instituti i Statistikës 369 Hotels mit 5888 Zimmern und 11.932 Betten. Auch wurden in diesem Jahr rund 1,5 Millionen Touristen gezählt; darunter waren knapp 250.000 Hotelgäste, die rund 540.000 Hotelnächte verbrachten. Der Sommertourismus ist in Albanien am weitesten entwickelt; die touristischen Küstenorte Velipoja, Shëngjin, Durrës, Vlora, Himara und Saranda verzeichnen im Hochsommer hohe Fremdenverkehrszahlen. Dort ist der Tourismussektor für viele Menschen die Hauptbeschäftigung geworden. Auch für den Wandertourismus wurden vor allem in den Albanischen Alpen einige lokale Investitionen gemacht.
Die albanische Dienstleistungsökonomie wird auch als „Kioskwirtschaft“ bezeichnet. Wertschöpfung, Wachstumschancen und Beschäftigungseffekte der meisten Dienstleister sind gering. In den letzten Jahren werden aber vermehrt auch Dienstleistungen exportiert. So sind Ende 2014 rund 50 Call-Center in Albanien aktiv, die vor allem für italienische Firmen arbeiten.

### Handel

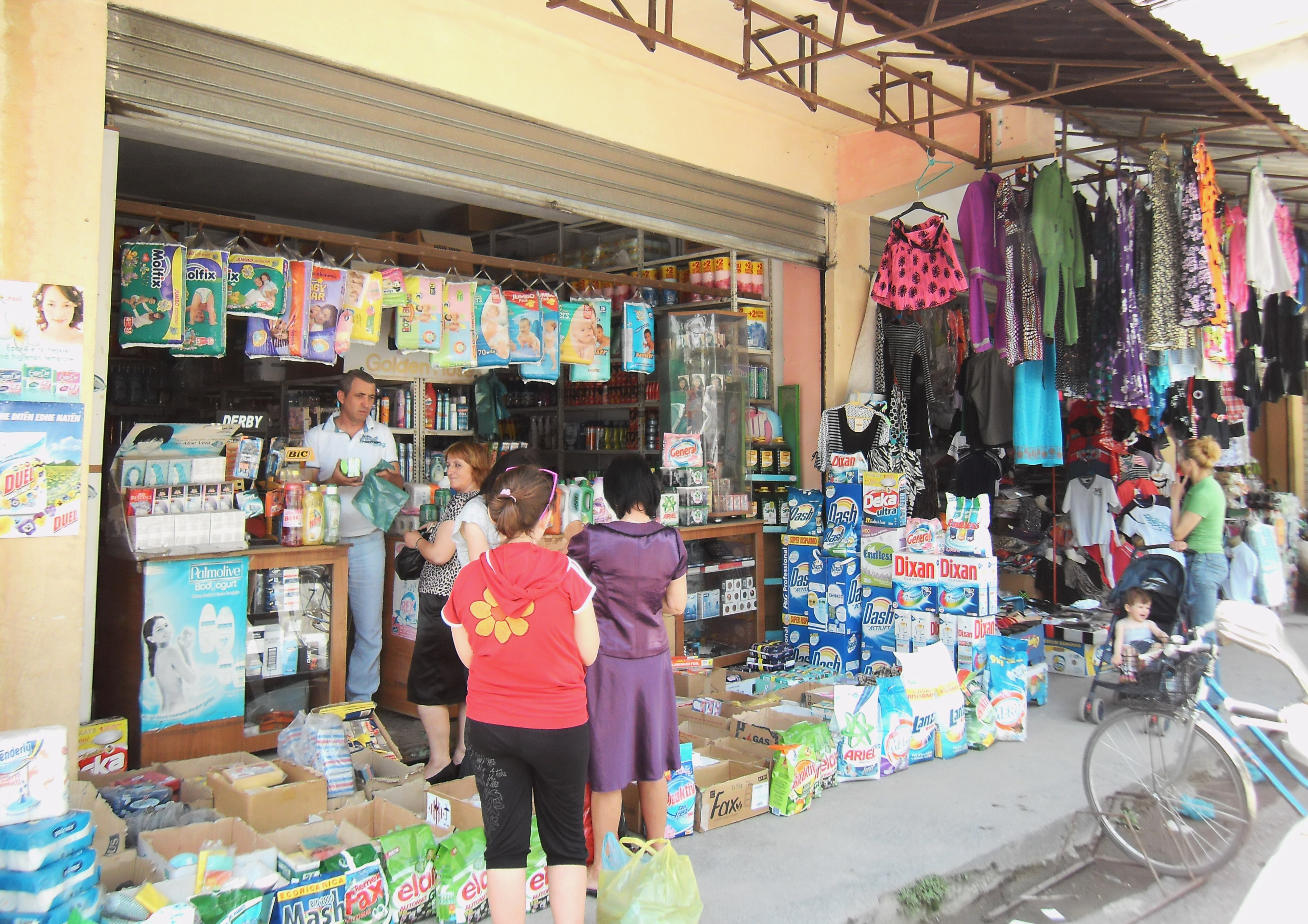
Kleinladen in Shkodra

Albanien ist ein typisches Importland. Das Handelsbilanzdefizit ist beträchtlich groß, sinkt jedoch in den letzten Jahren (Stand: 2013). Zu den Exportprodukten in die Europäische Union zählen vor allem Mineralien, elektrische Energie und Kleidung. Ins nahe Ausland – allen voran ins Kosovo – werden mehrheitlich landwirtschaftliche Produkte exportiert. Weitere Exportartikel sind Chrom, Rohöl, Asphalt, Früchte, Tabak und Baumwolle. Wichtige Zielländer der albanischen Exporte sind Italien, Spanien, das Kosovo, Griechenland, die Türkei und China.
Importiert werden Nahrungsmittel, Maschinen, Chemikalien, Textilien und Kleidung sowie weitere Verbrauchsgüter. Für 2011 beliefen sich die Exporte auf 1,886 und die Importe auf 5,022 Milliarden US-Dollar. Dies ergab ein Handelsbilanzdefizit von 3,136 Milliarden US-Dollar, also etwa 23,57 Prozent des Bruttoinlandsprodukts. Das Handelsbilanzdefizit sinkt jedoch jährlich und erreichte in den ersten zehn Monaten des Jahres 2013 einen neuen Tiefststand. Für diese Periode wurden Güter im Wert von rund 1,4 Milliarden Euro exportiert, was etwa die Hälfte der Einnahmen aus dem Import ergibt.

## Staatshaushalt 2014

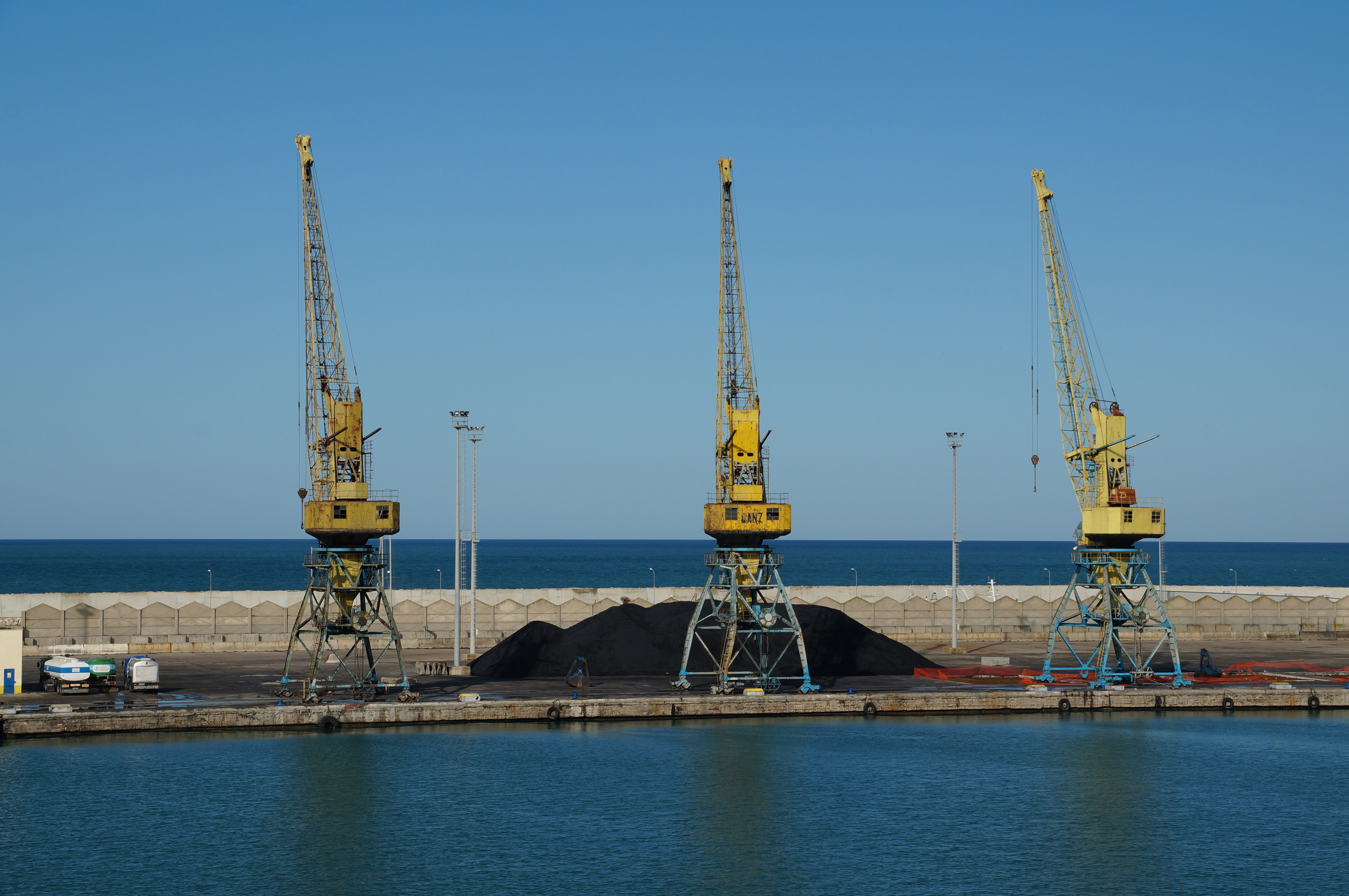
Hafen von Durrës

Das Staatsbudget für das Jahr 2014 sah Einnahmen von 367,704 Mio. ALL (2,673 Mio. Euro) und Ausgaben von 456,404 Mio. ALL (3,318 Mio. Euro) vor. Für Präsident, Parlament, Ministerpräsident, Ministerien und andere staatliche Institutionen waren Ausgaben von 256,126 Mio. ALL (1,927 Mio. Euro) vorhergesehen. Das Ministerium für Gesundheit sollte zum Beispiel 30,319 Mio. ALL (220,442 Tsd. Euro) erhalten, das Verteidigungsministerium 14,231 Mio. ALL (103,472 Tsd. Euro), das Innenministerium 17,022 Mio. ALL (123,767 Tsd. Euro), das Ministerium für Bildung und Sport 40,111 Mio. ALL (291,636 Tsd. Euro), das Ministerium für Verkehr und Infrastruktur 37,628 Mio. ALL (273,587 Tsd. Euro), das Ministerium für soziale Wohlfahrt und Jugend 72,820 Mio. ALL (529,455 Tsd. Euro) und das Kulturministerium 1,416 Mio. ALL (10,297 Tsd. Euro).

## Geld- und Finanzsystem

### Bankensystem
Die albanische Zentralbank Banka e Shqipërisë kontrolliert die Fiskalpolitik des Landes. Das Hauptziel der Bank ist die Wahrung der Preisstabilität. Der Albanische Lek wird von ihr relativ stabil zum Euro gehalten und wurde seit dessen Einführung meist zwischen 120 und 140 Lek gehandelt. Neben der Landeswährung sind in Albanien auch Euro und US-Dollar als Zahlungsmittel weit verbreitet.

### Kapitalmarkt
Die Tirana Stock Exchange (albanisch: Bursa e Tiranës) ist eine nicht mehr existierende Börse. Sie befand sich in der Hauptstadt Tirana. Seit ihrer Schließung gibt es keine Kapitalmarktaktivitäten und keinen Handelsplatz mehr im Land.

## Größte Unternehmen
Laut einem Bericht des albanischen Wirtschaftsmagazins Monitor waren im Jahr 2017 die folgenden Unternehmen – gemessen an ihrem Gewinn – die größten im Land:
| Rang | Name                                                    | Gewinn (Mio. €) | Umsatz (Mio. €) | Branche            |
| ---- | ------------------------------------------------------- | --------------- | --------------- | ------------------ |
| 1.   | Banka Kombëtare Tregtare                                | 67,6            | 153,9           | Banken             |
| 2.   | Raiffeisen Bank Albania                                 | 35,9            | 85,3            | Banken             |
| 3.   | Operatori i Shpërndarjes së Energjisë Elektrike (OSHEE) | 27,4            | 485,4           | Energieversorgung  |
| 4.   | SPIECAPAG - Shqipëria                                   | 24,3            | 223,9           | Bauindustrie       |
| 5.   | Tirana International Airport Mother Teresa              | 22,6            | 48,2            | Flughafenbetreiber |
| 6.   | AlbChrome                                               | 17,0            | 78,9            | Bergbau            |
| 7.   | Intesa Sanpaolo Bank Albania                            | 17,0            | 45,8            | Banken             |
| 8.   | SPIECAPAG - Transadriatica                              | 14,5            | 135,2           | Bauindustrie       |
| 9.   | Apex-AL                                                 | 20,0            | 135,2           | Glücksspiel        |
| 10.  | GSA Group                                               | 11,4            | 95,6            | Energieversorgung  |